# 心脏发育
心脏发育（英語：Heart development），也称为心脏发生（英語：Cadiogenesis），指的是人类心脏的产前发育。心脏发育从两个心内膜管的形成开始，两个心内膜管合并形成被称为原始心血管（英語：primitive heart tube）的管状心脏，管状心脏通过四个腔室和成对的动脉干发育形成成年心脏。心脏是脊椎动物胚胎中的第一个功能性器官，在人类中，心脏在发育的第4周就能自发地跳动。
管状心脏迅速分化为动脉干、心球、原始心室、原始心房和静脉窦。动脉干分裂成升主动脉和肺动脉。心球构成心室的一部分。静脉窦连接胎儿循环。
心管在右侧拉长，成为身体左右不对称的第一个视觉标志。心房和心室内形成隔膜，分隔心脏的左右两侧。